# Tudhalias IV
Tudhalias IV va ser un rei hitita que va governar aproximadament entre el 1240 aC i el 1210 aC. Era fill d'Hattusilis III i de la reina principal Puduhepa. Portava els títols de Labarna, "Gran Rei", "Rei d'Hatti", "Heroi", "Sol Meu" i "Rei del món" (Sar kissati). El seu nom en hurrita, que utilitzaven els prínceps hitites abans de pujar al tron, era Hesmi-Sarruma. La seva dona va ser una princesa de Babilònia potser Dumu-sal-gal. El seu germà Huzziyas era cap de la guàrdia reial.

## Biografia
Se sap que Tudhalias no era el príncep hereu, i per motius que es desconeixen el seu pare va destituir al fill gran que havia designat com a successor i el va nomenar a ell. Alguns autors creuen que l'hereu designat primer no era fill de la reina Puduhepa sinó d'una altra esposa, i que aquesta reina, que va intervenir activament en la política de la seva època, podia haver convençut al rei d'aquesta substitució.
Durant el regnat del seu pare, Tudhalias va ser sacerdot de Sausga a Samuha i de fet rei de Hakpis i sacerdot del déu de les Tempestes a la ciutat de Nerik. Es va encarregar de reprimir les rebel·lions habituals dels kashkes en aquests territoris, seguint el mateix camí que havia viscut el seu pare en la seva joventut. Era corregent de fet, però no va portar aquest títol, i va succeir al seu pare sense dificultat coneguda, encara que devia tenir algun conflicte, ja que es conserva un text on reconeix que la família imperial era nombrosa i que hi podia haver altres pretendents al tron. Per això en aquest document exigia lleialtat als seus subordinats. Per això va fer una sèrie de concessions a diverses persones. A Shakhurunuwa, fill de Sharrikushukh, rei de Carquemix li va donar grans extensions de territori. Als fills de Mursilis III els va compensar amb territoris, i va renovar la concessió del regne de Tarhuntasa a Kurunta per mitjà d'un tractat que s'ha conservat (l'anomenada "Tauleta de bronze" en perfecte estat de conservació). Aquest tractat millorava la descripció de les fronteres establertes en el tractat anterior, augmentava les exempcions d'impostos, i especificava que el rei d'Hatti es preocuparia de portar metges de la cort egípcia perquè atenguessin a Kurunta.

### Guerra amb Ahhiyawa
A la mort del rei Masturi de Seha, el país es va fer independent sota un home d'origen desconegut anomenat Tarhuna-radu, que es va aliar amb el rei d'Ahhiyawa. Tudhalias va fer personalment la campanya contra Seha. Ahhiyawa va intervenir però va patir una completa derrota. Tarhuna-radu va fugir a un illot anomenat Puig de l'Àguila, lloc que també Tudhalias va ocupar, i el va fer presoner junt amb les seves dones i altres familiars i el va portar a Arinna. Va col·locar en el tron a un membre de la dinastia de Muwa-Walwis i la situació va tornar a la normalitat.

### Guerra amb Assíria
Tukultininurta I d'Assíria va atacar territori hurrita poc després del 1240 aC i va ocupar Isuwa que era vassall hitita. Tudhalias no va dubtar en declarar la guerra. El rei assiri va reunir el seu exèrcit a Taite. L'exèrcit hitita va avançar cap a Nihriya on el va anar a trobar l'exèrcit assiri. El rei assiri va replegar les seves tropes cap a Sura on es va lliurar la batalla que va ser una victòria assíria i una clara derrota hitita. Es conserva una inscripció triomfalista del rei assiri que diu: "Jo, Tukultininurta, al començar el meu regnat, vaig deportar vint-i-vuit mil homes d¡Hatti des de l'altra banda de l'Eufrates cap al meu territori". Tudhalias es va retirar a Alatarma, una mica a l'est de l'Eufrates en posició desconeguda, probablement a Isuwa. El nom del rei d'Isuwa no apareix a les inscripcions.
Ini Tesub rei de Karkemish s'ocupava de tots els afers de Síria i va resoldre conflictes o va donar ordres a Ugarit (en uns conflictes fronterers, Siyanni va ser separat d'Ugarit) i Amurru, prohibint-li comerciar amb Assur. Quan dos germans es van revoltar contra Amistamru II d'Ugarit, Ini-Tesub el va protegir i els dos rebels van ser enviats desterrats a Alashiya; també va autoritzar l'extradició de la dona adúltera d'Ammistamru II d'Ugarit, però en aquest cas amb permís de Tudhalias que era el seu oncle. Aquesta extradició va suposar la mort de la princesa.

### Kurunta usurpador
Tudhalias va fundar la ciutat alta d'Hattusa, que va doblar la mida de la ciutat (1 km²) i la va omplir de temples (uns 30) dedicats a deus hitites o hurrites. Es pensa que volia controlar als ciutadans portant a tots els seus a la capital, cosa que havia de ser molt impopular. La ciutat alta apareix destruïda en cert moment. Se suposa que llavors es va produir la usurpació de Kurunta i que després Tudhalias va recuperar el poder. Alguns historiadors creuen que va ser el seu fill Arnuwandas III qui el va recuperar, ja que el regnat d'aquest pot ser més llarg del que s'havia pensat fins fa poc. La ciutat alta es va reconstruir però no els temples, i el territori va deixar de ser usat amb finalitat religiosa.

### Nous territoris
Alashiya, possiblement en algun moment havia estat controlada pels reis hitites o al menys amb tractats comercials, ja que es coneixen cartes d'un rei d'Alashiya i diverses expedicions amb blat egipci que anaven cap a Ura, el port hitita, i també sembla que Hattusilis III havia enviat a Mursilis III exiliat a Alashiya, si bé això no és segur. Tudhalias va decidir començar una campanya contra Alashiya, segurament per garantir un subministrament de coure que els assiris li havien sostret en les seves expansions, i per tenir una bona posició estratègica per garantir un proveïment per via marítima en cas que tornés la fam.
Lukka, Arzawa, Masa, les terres kashkes i la Terra Alta Hitita es diu que eren llocs de cacera del rei el que volia dir que pertanyien a l'imperi i estaven pacificades. Tudhalias també caçava regularment a "terres hurrites", però probablement es refereix als territoris vassalls a l'antiga frontera amb Mitanni.
El va succeir el seu fill Arnuwandas III, deixant a part la possible usurpació de Kurunta.